# 樽井藤吉
樽井藤吉（日语：／ Tarui Tōkichi；1850年5月25日—1922年10月25日），亚细亚主义代表人物之一，著有《大东合邦论》。

## 生平
樽井藤吉于1850年出生在奈良县的一个木材商家庭。
1882年，组织成立东洋社会党，后因违反政府集会条例被监禁一年。
1892年，樽井藤吉当选众议院议员。1893年正式出版《大东合邦论》。

## 观点
樽井藤吉主张朝鲜与日本合并，成为一个统一的国家，以此保护朝鲜的安全。清国由于太过庞大，且境内还包含蒙古、西藏等，难以直接合并，主张与清国“合纵”。“合纵”应为日本主导，将中国纳入日本的势力范围，防止其被西方国家控制，威胁日本的国家安全。